# 12292 Dalton
För andra betydelser, se Dalton.
12292 Dalton eller 1991 LK2 är en asteroid i huvudbältet som upptäcktes den 6 juni 1991 av den belgiske astronomen Eric W. Elst vid La Silla-observatoriet. Den är uppkallad efter den brittiske kemisten och fysikern John Dalton.
Den tillhör asteroidgruppen Hygiea.